# Ministri della marina mercantile della Repubblica Italiana
I ministri della marina mercantile della Repubblica Italiana si sono avvicendati dal 1946 al 1994, quando le funzioni del dicastero confluirono nel Ministero dei trasporti, a sua volta confluito nel Ministero delle infrastrutture e dei trasporti dal 2001 al 2006 e definitivamente dal 2008 in poi.

## Lista
| Ministro | Ministro         | Ministro                                  | Partito                                    | Governo              | Mandato           | Mandato           | Leg. |
| Ministro | Ministro         | Ministro                                  | Partito                                    | Governo              | Inizio            | Fine              | Leg. |
| --- | ---------------- | ----------------------------------------- | ------------------------------------------ | -------------------- | ----------------- | ----------------- | ---- |
| |                  | Salvatore Aldisio (1890-1964)             | Democrazia Cristiana                       | De Gasperi II        | 14 luglio 1946    | 2 febbraio 1947   | AC   |
| De Gasperi III | 2 febbraio 1947  | Salvatore Aldisio (1890-1964)             | Democrazia Cristiana                       | 1º giugno 1947       |                   |                   | AC   |
| |                  | Paolo Cappa (1888-1976)                   | Democrazia Cristiana                       | De Gasperi IV        | 1º giugno 1947    | 24 maggio 1948    | AC   |
| |                  | Giuseppe Saragat (1898-1988)              | Partito Socialista dei Lavoratori Italiani | De Gasperi V         | 24 maggio 1948    | 7 novembre 1949   | I    |
| |                  | Guido Corbellini (ad interim) (1890-1976) | Democrazia Cristiana                       | De Gasperi V         | 7 novembre 1949   | 28 gennaio 1950   | I    |
| |                  | Alberto Simonini (1896-1960)              | Partito Socialista Democratico Italiano    | De Gasperi VI        | 28 gennaio 1950   | 5 aprile 1951     | I    |
| |                  | Raffaele Pio Petrilli (1892-1971)         | Democrazia Cristiana                       | De Gasperi VI        | 5 aprile 1951     | 26 luglio 1951    | I    |
| |                  | Paolo Cappa (1888-1976)                   | Democrazia Cristiana                       | De Gasperi VII       | 26 luglio 1951    | 16 luglio 1953    | I    |
| |                  | Bernardo Mattarella (1905-1971)           | Democrazia Cristiana                       | De Gasperi VIII      | 16 luglio 1953    | 17 agosto 1953    | II   |
| |                  | Fernando Tambroni (1901-1963)             | Democrazia Cristiana                       | Pella                | 17 agosto 1953    | 19 gennaio 1954   | II   |
| Fanfani I | 19 gennaio 1954  | Fernando Tambroni (1901-1963)             | Democrazia Cristiana                       | 10 febbraio 1954     |                   |                   | II   |
| Scelba | 10 febbraio 1954 | Fernando Tambroni (1901-1963)             | Democrazia Cristiana                       | 6 luglio 1955        |                   |                   | II   |
| |                  | Gennaro Cassiani (1903-1978)              | Democrazia Cristiana                       | Segni I              | 6 luglio 1955     | 20 maggio 1957    | II   |
| Zoli | 20 maggio 1957   | Gennaro Cassiani (1903-1978)              | Democrazia Cristiana                       | 2 luglio 1958        |                   |                   | II   |
| |                  | Giuseppe Spataro (1897-1979)              | Democrazia Cristiana                       | Fanfani II           | 2 luglio 1958     | 16 febbraio 1959  | III  |
| |                  | Angelo Raffaele Jervolino (1890-1985)     | Democrazia Cristiana                       | Segni II             | 16 febbraio 1959  | 26 marzo 1960     | III  |
| Tambroni | 26 marzo 1960    | Angelo Raffaele Jervolino (1890-1985)     | Democrazia Cristiana                       | 27 luglio 1960       |                   |                   | III  |
| Fanfani III | 27 luglio 1960   | Angelo Raffaele Jervolino (1890-1985)     | Democrazia Cristiana                       | 22 febbraio 1962     |                   |                   | III  |
| |                  | Cino Macrelli (1887-1963)                 | Partito Repubblicano Italiano              | Fanfani IV           | 22 febbraio 1962  | 22 giugno 1963    | III  |
| |                  | Francesco Maria Dominedò (1903-1964)      | Democrazia Cristiana                       | Leone I              | 22 giugno 1963    | 5 dicembre 1963   | IV   |
| |                  | Giovanni Spagnolli (1907-1984)            | Democrazia Cristiana                       | Moro I               | 5 dicembre 1963   | 23 luglio 1964    | IV   |
| |                  | Vittorino Colombo (1925-1996)             | Democrazia Cristiana                       | Moro II              | 23 luglio 1964    | 24 febbraio 1966  | IV   |
| |                  | Lorenzo Natali (1922-1989)                | Democrazia Cristiana                       | Moro III             | 24 febbraio 1966  | 25 giugno 1968    | IV   |
| |                  | Giovanni Spagnolli (1907-1984)            | Democrazia Cristiana                       | Leone II             | 25 giugno 1968    | 13 dicembre 1968  | V    |
| |                  | Giuseppe Lupis (1896-1979)                | Partito Socialista Democratico Italiano    | Rumor I              | 13 dicembre 1968  | 6 agosto 1969     | V    |
| |                  | Vittorino Colombo (1925-1996)             | Democrazia Cristiana                       | Rumor II             | 6 agosto 1969     | 28 marzo 1970     | V    |
| |                  | Salvatore Mannironi (1901-1971)           | Democrazia Cristiana                       | Rumor III            | 28 marzo 1970     | 6 agosto 1970     | V    |
| Colombo | 6 agosto 1970    | Salvatore Mannironi (1901-1971)           | Democrazia Cristiana                       | 6 aprile 1971        |                   |                   | V    |
| Colombo |                  |                                           | Gioacchino Attaguile (1915-1994)           | Democrazia Cristiana | 10 aprile 1971    | 18 febbraio 1972  | V    |
| |                  | Gennaro Cassiani (1903-1978)              | Democrazia Cristiana                       | Andreotti I          | 18 febbraio 1972  | 26 giugno 1972    | V    |
| |                  | Giuseppe Lupis (1896-1979)                | Partito Socialista Democratico Italiano    | Andreotti II         | 26 giugno 1972    | 8 luglio 1973     | VI   |
| |                  | Giovanni Pieraccini (1918-2017)           | Partito Socialista Italiano                | Rumor IV             | 8 luglio 1973     | 15 marzo 1974     | VI   |
| |                  | Dionigi Coppo (1921-2003)                 | Democrazia Cristiana                       | Rumor V              | 15 marzo 1974     | 23 novembre 1974  | VI   |
| |                  | Giovanni Gioia (1925-1981)                | Democrazia Cristiana                       | Moro IV              | 23 novembre 1974  | 12 febbraio 1976  | VI   |
| Moro V | 12 febbraio 1976 | Giovanni Gioia (1925-1981)                | Democrazia Cristiana                       | 30 luglio 1976       |                   |                   | VI   |
| |                  | Francesco Fabbri (1921-1977)              | Democrazia Cristiana                       | Andreotti III        | 30 luglio 1976    | 20 gennaio 1977   | VII  |
| |                  | Attilio Ruffini (1924-2011)               | Democrazia Cristiana                       | Andreotti III        | 20 gennaio 1977   | 18 settembre 1977 | VII  |
| |                  | Vito Lattanzio (1926-2010)                | Democrazia Cristiana                       | Andreotti III        | 18 settembre 1977 | 13 marzo 1978     | VII  |
| |                  | Vittorino Colombo (1925-1996)             | Democrazia Cristiana                       | Andreotti IV         | 13 marzo 1978     | 21 marzo 1979     | VII  |
| |                  | Luigi Preti (1914-2009)                   | Partito Socialista Democratico Italiano    | Andreotti V          | 21 marzo 1979     | 5 agosto 1979     | VII  |
| |                  | Franco Evangelisti (1923-1993)            | Democrazia Cristiana                       | Cossiga I            | 5 agosto 1979     | 4 marzo 1980      | VIII |
| |                  | Nicola Signorello (1926-2022)             | Democrazia Cristiana                       | Cossiga I            | 4 marzo 1980      | 4 aprile 1980     | VIII |
| Cossiga II | 4 aprile 1980    | Nicola Signorello (1926-2022)             | Democrazia Cristiana                       | 18 ottobre 1980      |                   |                   | VIII |
| |                  | Francesco Compagna (1921-1982)            | Partito Repubblicano Italiano              | Forlani              | 18 ottobre 1980   | 28 giugno 1981    | VIII |
| |                  | Calogero Mannino (1939)                   | Democrazia Cristiana                       | Spadolini I          | 28 giugno 1981    | 23 agosto 1982    | VIII |
| Spadolini II | 23 agosto 1982   | Calogero Mannino (1939)                   | Democrazia Cristiana                       | 1º dicembre 1982     |                   |                   | VIII |
| |                  | Michele Di Giesi (1927-1983)              | Partito Socialista Democratico Italiano    | Fanfani V            | 1º dicembre 1982  | 4 agosto 1983     | VIII |
| |                  | Gianuario Carta (1931-2017)               | Democrazia Cristiana                       | Craxi I              | 4 agosto 1983     | 1º agosto 1986    | IX   |
| |                  | Costante Degan (1930-1988)                | Democrazia Cristiana                       | Craxi II             | 1º agosto 1986    | 18 aprile 1987    | IX   |
| Fanfani VI | 18 aprile 1987   | Costante Degan (1930-1988)                | Democrazia Cristiana                       | 29 luglio 1987       |                   |                   | IX   |
| |                  | Giovanni Prandini (1940-2018)             | Democrazia Cristiana                       | Goria                | 29 luglio 1987    | 13 aprile 1988    | X    |
| De Mita | 13 aprile 1988   | Giovanni Prandini (1940-2018)             | Democrazia Cristiana                       | 23 luglio 1989       |                   |                   | X    |
| |                  | Carlo Vizzini (1947)                      | Partito Socialista Democratico Italiano    | Andreotti VI         | 23 luglio 1989    | 13 aprile 1991    | X    |
| |                  | Ferdinando Facchiano (1927-2022)          | Partito Socialista Democratico Italiano    | Andreotti VII        | 13 aprile 1991    | 28 giugno 1992    | X    |
| |                  | Giancarlo Tesini (1929-2023)              | Democrazia Cristiana                       | Amato I              | 28 giugno 1992    | 29 aprile 1993    | XI   |
| |                  | Raffaele Costa (1936)                     | Partito Liberale Italiano                  | Ciampi               | 29 aprile 1993    | 2 gennaio 1994    | XI   |
| Con legge n. 537/1993, art. 1, commi 8 e 9, il Ministero dei trasporti e quello della marina mercantile furono soppressi e fu istituito il Ministero dei trasporti e della navigazione (con decorrenza dal 2 gennaio 1994). |                  |                                           |                                            |                      |                   |                   |      |

## Annotazioni
- I ministri dei trasporti succedutisi dal 29 luglio 1976 al 4 agosto 1979 (Attilio Ruffini, Vito Lattanzio, Vittorino Colombo, Luigi Preti) e dal 28 giugno 1992 al 2 gennaio 1994 (Giancarlo Tesini, Raffaele Costa) ricoprivano altresì l'incarico di Ministro dei trasporti ed assunsero ad interim l'incarico di Ministro della marina mercantile senza unificazione delle strutture ministeriali.